# 1,1-Difluorethan
1,1-Difluorethan ist eine chemische Verbindung aus der Gruppe der Fluorkohlenwasserstoffe.
Unter den Bezeichnungen R152a und HFC-152a wird der Stoff vorwiegend als Kältemittel eingesetzt.

## Gewinnung und Darstellung
1,1-Difluorethan kann durch eine Quecksilber-katalysierte Addition von Fluorwasserstoff an Ethin gewonnen werden:
{\displaystyle \mathrm {HC{\equiv }CH+2\,HF\rightarrow H_{3}C{-}CHF_{2}} }
Die Gasphasenhydrierung von 1,1-Dichlor-2,2-difluorethen oder 1-Chlor-2,2-difluorethen ergibt ebenfalls 1,1-Difluorethan.
{\displaystyle \mathrm {Cl_{2}C{=}CF_{2}+3\,H_{2}\rightarrow H_{3}C{-}CHF_{2}+2\,HCl} }
{\displaystyle \mathrm {ClHC{=}CF_{2}+2\,H_{2}\rightarrow H_{3}C{-}CHF_{2}+HCl} }
Eine weitere Darstellungsmethode ist die Addition von Fluor an Ethen mittels Xenondifluorid, wobei allerdings ein Produktgemisch aus 45 % 1,2-Difluorethan, 35 % 1,1-Difluorethan und 20 % 1,1,2-Trifluorethan entsteht.

## Eigenschaften
1,1-Difluorethan ist ein farbloses Gas, das bei Normaldruck bei −25 °C siedet. Die molare Verdampfungsenthalpie beträgt am Siedepunkt 22,7 kJ·mol−1. Die Dampfdruckfunktion ergibt sich nach Antoine entsprechend
{\displaystyle \log _{10}\left(P(T)/{\text{bar}}\right)\;=\;A-{\frac {B}{T+C}}\qquad {\text{mit}}\qquad {\begin{cases}A=4{,}23406\\B=896{,}171~{\textrm {K}}\\C=-34{,}714~{\textrm {K}}\end{cases}}}
im Temperaturbereich von 160,7 K bis 246,7 K. Festes 1,1-Difluorethan schmilzt bei −118,55 °C mit einer molaren Schmelzenthalpie von 1,57 kJ·mol−1. Der Tripelpunkt liegt bei −118,59 °C und 0,6 mbar. Als kritische Daten sind die kritische Temperatur mit Tc = 113,5 °C, der kritische Druck mit pc = 44,9 bar und eine kritische Dichte mit σc = 0,365 g·cm−3 bekannt. Die Verbindung ist mit einem Dipolmoment von 2,27 D stark polar, was eine Wasserlöslichkeit von 3,2 g/l bei 25 °C verursacht.
1,1-Difluorethan bildet entzündliche Gas-Luft-Gemische. Der Explosionsbereich liegt zwischen 4 Vol% (112 g/m3) als untere Explosionsgrenze (UEG) und 18,5 Vol% (518 g/m3) als obere Explosionsgrenze (OEG). Die Zündtemperatur beträgt 455 °C. Der Stoff fällt somit in die Temperaturklasse T1.

## Sicherheitshinweise
Im Tierversuch war das Gas bei Ratten und Mäusen erst bei extrem hohen Dosen giftig. Es wirkte bei Ratten narkotisierend, erzeugte Schläfrigkeit und allgemein gedämpftes Verhalten.

## Externe Links zu erwähnten Verbindungen
1. ↑  Externe Identifikatoren von bzw. Datenbank-Links zu 1,1-Dichlor-2,2-difluorethen:  CAS-Nr.: 79-35-6, EG-Nr.: 201-198-3, ECHA-InfoCard: 100.001.090, PubChem: 6592, ChemSpider: 21106435, Wikidata: Q905293.
2. ↑  Externe Identifikatoren von bzw. Datenbank-Links zu 1-Chlor-2,2-difluorethen:  CAS-Nr.: 359-10-4, EG-Nr.: 206-625-7, ECHA-InfoCard: 100.006.024, PubChem: 9664, ChemSpider: 9283, Wikidata: Q26841345.